# Radeberger Vorstadt
Radeberger Vorstadt – osiedle miasta Drezna w Saksonii w Niemczech. Stanowi część większej dzielnicy Neustadt (Nowe Miasto).
Nazwa osiedla pochodzi od poddrezdeńskiego miasta Radeberg i dosłownie oznacza Radeberskie Przedmieście.
Mieszczą się tu Muzeum Kraszewskiego, zorganizowane w dawnym domu pisarza, oraz neogotycki pałacyk Marcolliniego, wzniesiony w latach 1785-1790.